# Symplocos sanaensis
Symplocos sanaensis är en tvåhjärtbladig växtart som beskrevs av Masamune och Syozi. Symplocos sanaensis ingår i släktet Symplocos och familjen Symplocaceae. Inga underarter finns listade i Catalogue of Life.